# Itzamkanac

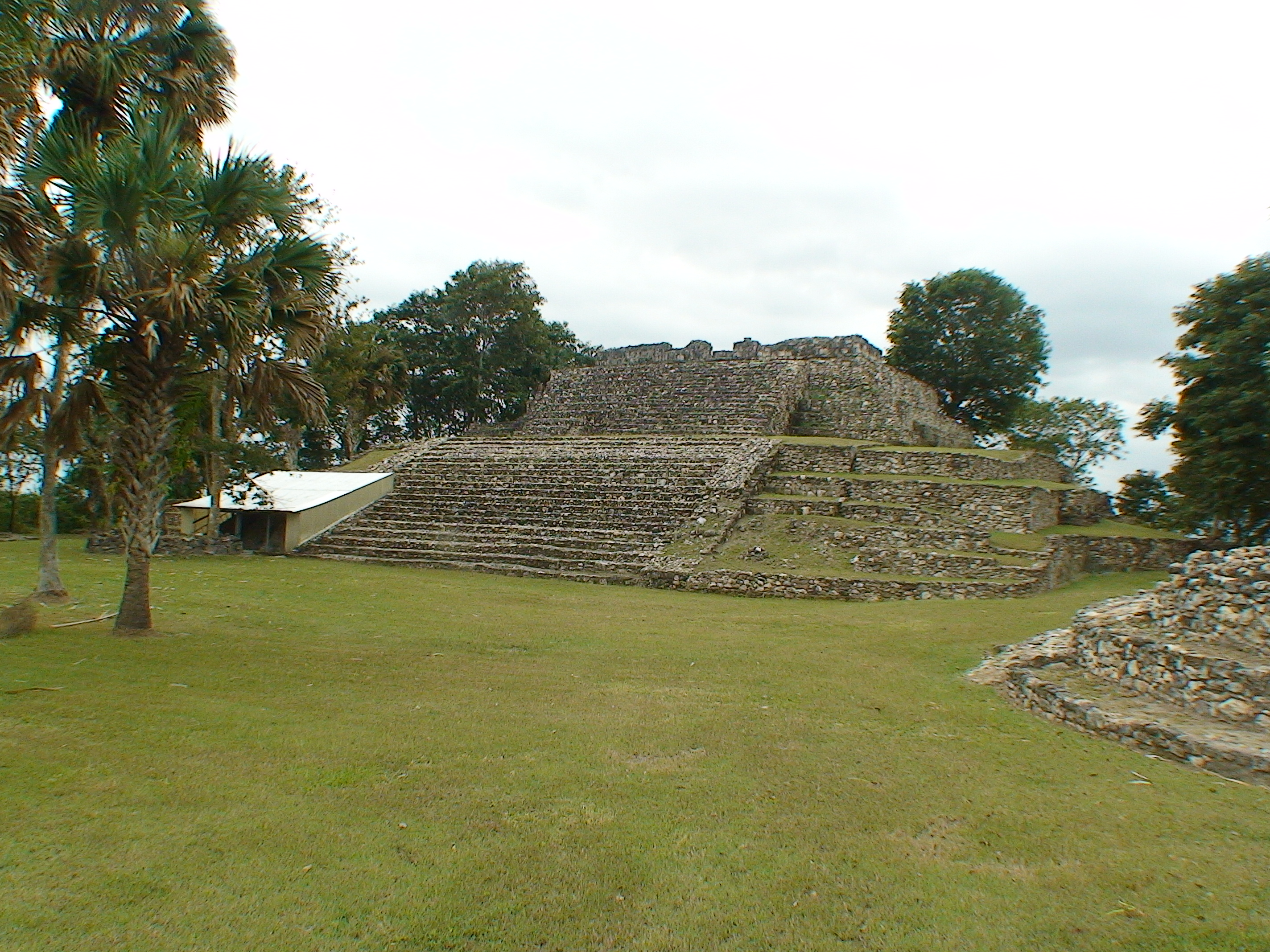
Tempelpyramide

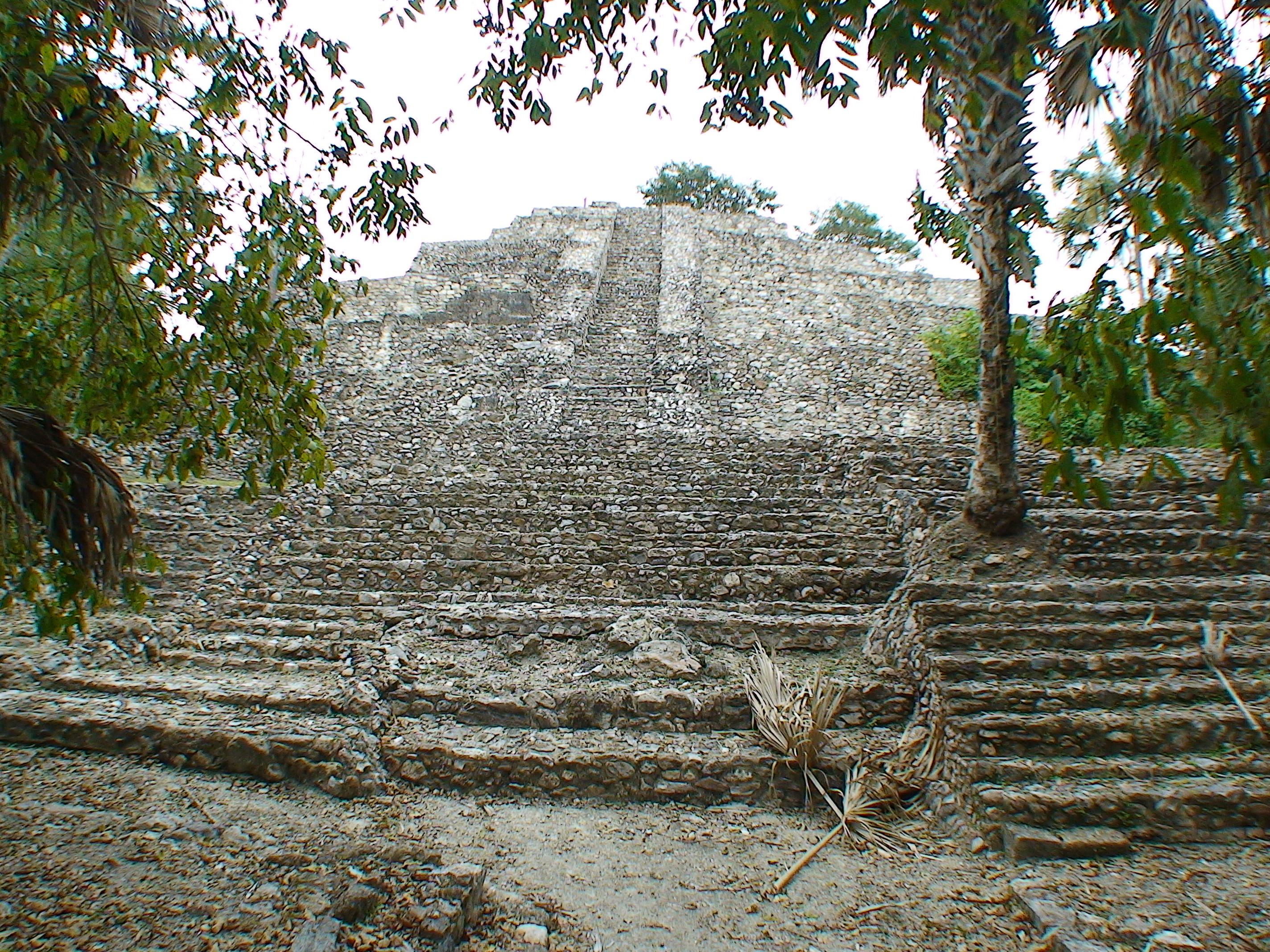
Große Tempelpyramide

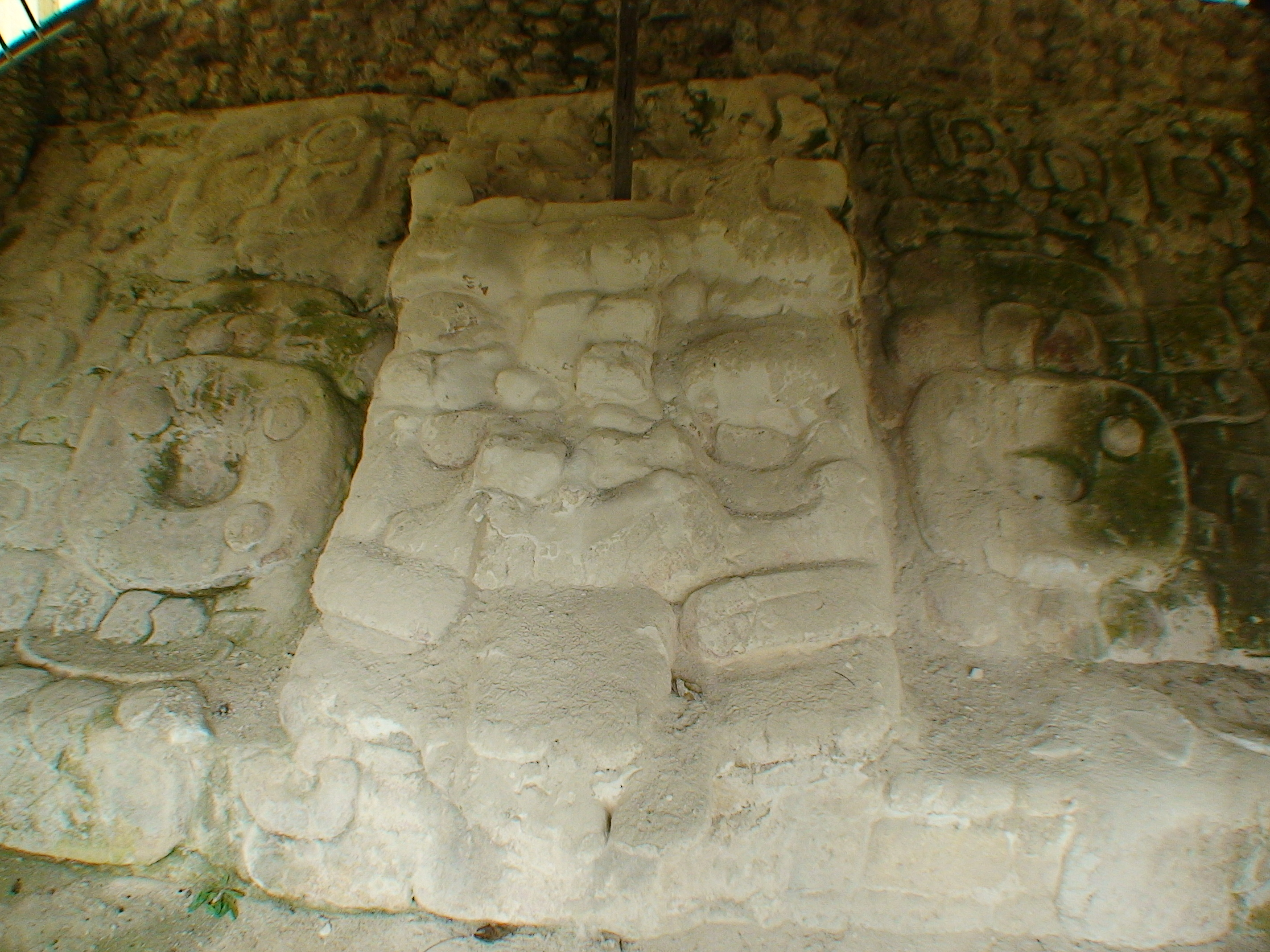
Stuckmaske

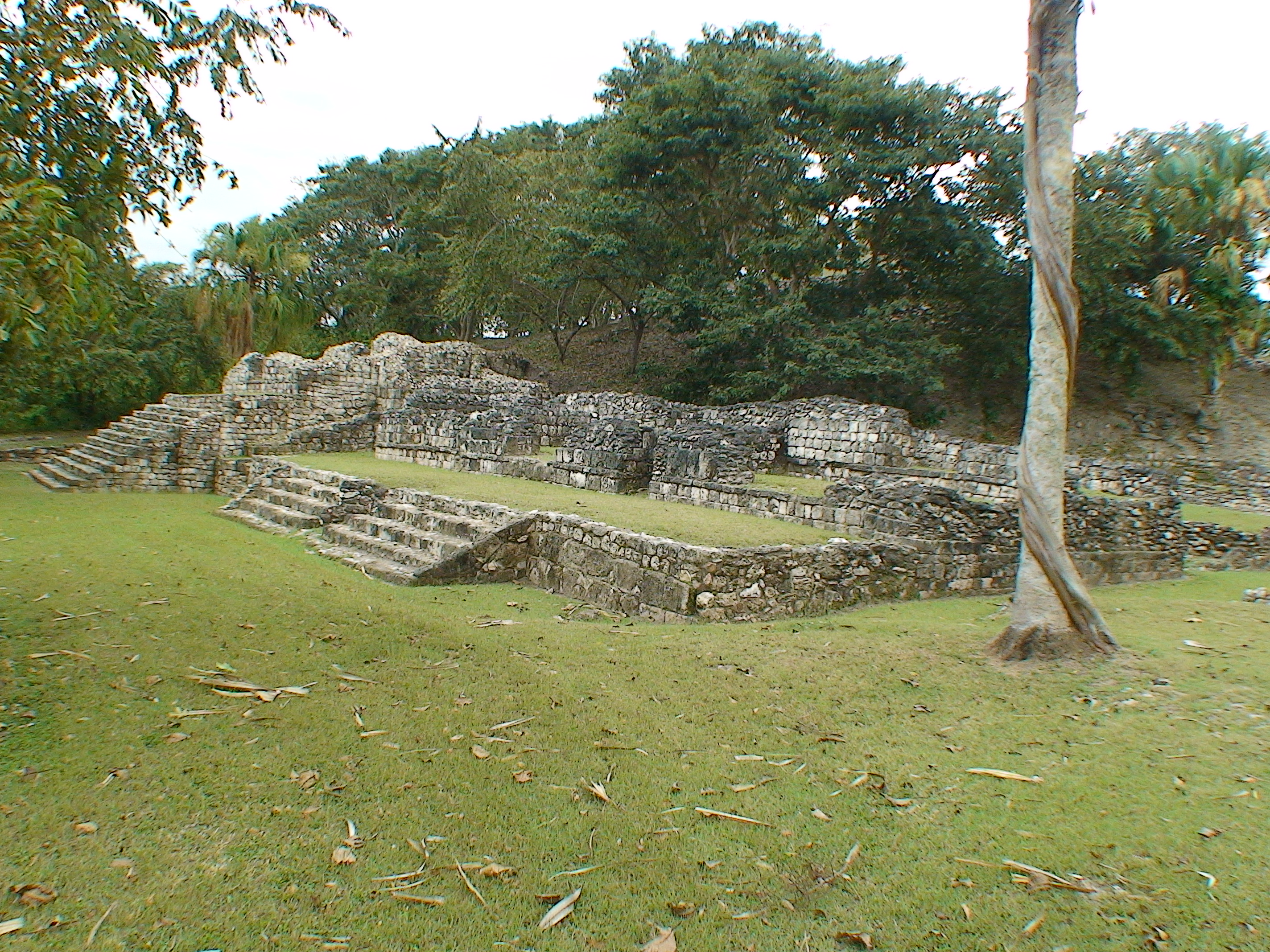
Palast oder Wohngebäude

Itzamkanac, gelegentlich auch nach der nahegelegenen modernen Ansiedlung El Tigre genannt, ist eine bedeutende Ruinenstätte der Maya auf der Halbinsel Yucatán im mexikanischen Bundesstaat Campeche. Die Identifizierung mit Itzamkanac der Hauptstadt der Acalán Maya, einer Untergruppe der Chontal Maya bzw. der Putún Maya, ist wahrscheinlich, aber nicht gesichert.

## Lage
Die archäologische Stätte Itzamkanac befindet sich südöstlich des Golfs von Mexiko ca. 23 km südöstlich der Kleinstadt Candelaria am südlichen Ufer des Flusses gleichen Namens in einer Höhe von ca. 55 bis 60 m ü. d. M. Itzamkanac, die Hauptstadt der Acalán Maya soll sich nahe der Mündung des Río Caribe in den Río Candelaria befunden haben.
Die Anlage erstreckt sich auf einem natürlichen Hügel auf dem linken Ufer des Rio Candelaria und hat eine Fläche von ca. 5 km².

## Geschichte
Itzamkanac lässt sich als Siedlungszentrum archäologisch ab der späten Maya-Präklassik verifizieren. Die heute vorhandenen Strukturen stammen allesamt aus der Zeit bis in die frühe Klassik. Gebäude oder Strukturen der Postklassik, in der Itzamkanac bis zum Eintreffen der Spanier als ein florierendes Handelszentrum das über einen Flusshafen von großer Bedeutung die Mayaregionen Petén und die Golfküste verband, in voller Blüte stand, sind weitestgehend nicht erhalten.
Hernán Cortés hielt sich im Jahr 1525 auf seinem Zug nach Honduras um die Revolte von Cristóbal de Olid niederzuschlagen einige Tage in der Stadt auf. Zu diesem Zeitpunkt war Itzamkanac in vier Stadtteile gegliedert und verfügte über ca. 4.000 Einwohner. Die Spanier fanden in der Stadt ca. 2.000 Steinhäuser vor, von denen viele durch Mauern umgeben waren. Cortés soll die Stadt mehr beeindruckt haben als Tayasal, wo er bereits 1523 Quartier genommen hatte. Der letzte aztekische Herrscher Cuauhtémoc sowie die Fürsten Coanococh aus Texcoco, Teplepanquetzal aus Tlacopan und Oquici aus Azcapotzalco wurden von Cortés auf dessen Expedition als Gefangene mitgeführt. Alle vier wurden nach einer unterstellten Verschwörung am 28. Februar 1525 in Itzamkanac erhängt.
1525 stand der gewählte uneingeschränkte Herrscher Paxbolonacha an der Spitze der Regierung, dessen Söhne als Stellvertreter über die vier Stadtteile eingesetzt waren. Sein Bruder war Herrscher in Nito, einer Handelsniederlassung der Acalán Maya an der Karibikküste von Guatemala. In den repräsentativen Tempeln der Stadt wurden neben anderen Göttern hauptsächlich Kulkulkan, Ek Chuah und Ix Chel verehrt.

## Bauten
Dominiert wird das Zeremonialzentrum durch vier große und hohe Bauten, die als Tempelpyramiden, die aber auch als Maya-Akropolis aufgefasst werden können, da sie auf einer oder mehreren Seiten in mittlerer Höhe große Plattformen einschließen, auf denen weitere Bauten stehen, die als Palast- oder Wohnbauten anzusprechen sind. Daneben finden sich sechs kleinere Bauten, zwei Ballspielplätze, 13 Altäre und drei Stelen. Die Treppen der Pyramiden wurden begleitet von großen Masken aus Stuck, die sich vergleichsweise gut erhalten haben, da sie von späteren Bauphasen überdeckt wurden. Über die Funktion einer nur ca. 1 m hohen runden Struktur kann letztlich nur spekuliert werden.